# سورکا سیکری
سورکا سیکری (انگلیسی: Surekha Sikri؛ زادهٔ ۱۹۴۵) هنرپیشه اهل هند است.

## فیلم‌شناسی
- قصه تاج و تخت (۱۹۷۸)
- تماس (۱۹۸۶)
- Parinati (۱۹۸۸)
- Salim Langde Pe Mat Ro (۱۹۸۹)
- Nazar (۱۹۹۱)
- بودای کوچک (۱۹۹۳)[۱]
- مامو (۱۹۹۴)[۲]
- نسیم (۱۹۹۵)
- سرداری بگم (۱۹۹۶)
- سرفروش (۱۹۹۹)
- Hari-Bhari (۲۰۰۰)
- Cotton Mary (۲۰۰۰)
- Deham (۲۰۰۱)
- زبیدا (۲۰۰۱)
- لباس سیاه (۲۰۰۲)
- Raghu Romeo (۲۰۰۳)
- خانم و آقای آیر (۲۰۰۳)
- بارانی (۲۰۰۴)
- تو را ندیدم: داستان عاشقانه (۲۰۰۴)
- مرد و قولش (۲۰۰۵)
- تو مرا دیوانه کردی (۲۰۰۶)
- مبارک باشه (۲۰۱۸)
- Sheer Qorma (2020)